# Trevor Booker
Pour les articles homonymes, voir Booker (homonymie).
Trevor Fitzgerald Booker, né le 25 novembre 1987 à Newberry en Caroline du Sud est un joueur de basket-ball américain. Il mesure 1,99 m et évolue au poste d'ailier fort.

## Biographie
Il joue quatre saisons dans l'équipe universitaire des Tigers de Clemson puis se présente à la Draft 2010 de la NBA. Il est sélectionné en 23e position par les Timberwolves du Minnesota puis est envoyé aux Wizards de Washington.
Le 21 juillet 2014, Booker signe un contrat de deux ans avec le Jazz de l'Utah.
Le 14 juillet 2016, il signe aux Nets de Brooklyn.
Le 14 avril 2020, il annonce sa retraite à l'âge de 32 ans.

## Records en match
Les records personnels de Trevor Booker, officiellement recensés par la NBA sont les suivants :
| Type de statistique        | Saison régulière | Saison régulière                                 | Saison régulière               | Playoffs | Playoffs              | Playoffs      |
| Type de statistique        | Record           | Adversaire                                       | Date                           | Record   | Adversaire            | Date          |
| -------------------------- | ---------------- | ------------------------------------------------ | ------------------------------ | -------- | --------------------- | ------------- |
| Points                     | 36               | @ Trail Blazers de Portland                      | 12 avril 2015                  | 9        | @ Bulls de Chicago    | 22 avril 2014 |
| Paniers marqués            | 12               | 3 fois                                           |                                | 4        | Bulls de Chicago      | 27 avril 2014 |
| Paniers tentés             | 19               | @ Hawks d'Atlanta                                | 13 décembre 2013               | 10       | Bulls de Chicago      | 27 avril 2014 |
| Paniers à 3 points réussis | 4                | @ Trail Blazers de Portland                      | 11 avril 2015                  |          |                       |               |
| Paniers à 3 points tentés  | 4                | 8 fois                                           |                                | 1        | 2 fois                |               |
| Lancers francs réussis     | 8                | Bobcats de Charlotte @ Trail Blazers de Portland | 9 avril 2014 11 avril 2015     | 3        | @ Bulls de Chicago    | 22 avril 2014 |
| Lancers francs tentés      | 14               | Thunder d'Oklahoma City                          | 14 mars 2011                   | 4        | @ Bulls de Chicago    | 22 avril 2014 |
| Rebonds offensifs          | 10               | @ Timberwolves du Minnesota                      | 30 décembre 2015               | 6        | Bulls de Chicago      | 27 avril 2014 |
| Rebonds défensifs          | 13               | 3 fois                                           |                                | 6        | @ Bulls de Chicago    | 20 avril 2014 |
| Rebonds totaux             | 19               | Mavericks de Dallas                              | 1er janvier 2014               | 9        | Bulls de Chicago      | 27 avril 2014 |
| Passes décisives           | 6                | @ Timberwolves du Minnesota @ Hawks d'Atlanta    | 3 janvier 2015 4 décembre 2017 | 2        | @ Bulls de Chicago    | 29 avril 2014 |
| Interceptions              | 4                | 7 fois                                           |                                | 1        | 2 fois                |               |
| Contres                    | 6                | Magic d'Orlando                                  | 4 février 2011                 | 3        | 2 fois                |               |
| Balles perdues             | 5                | 2 fois                                           |                                | 2        | @ Pacers de l'Indiana | 5 mai 2014    |
| Minutes jouées             | 45               | @ Thunder d'Oklahoma City                        | 28 janvier 2011                | 28       | Bulls de Chicago      | 27 avril 2014 |

- Double-double : 44 (au 06/12/2017)
- Triple-double : aucun.

## Vie privée
Son frère cadet, Devin Booker, est également basketteur professionnel.

## Salaires
| Saison    | Equipe           | Salaire     |
| --------- | ---------------- | ----------- |
| 2017-2018 | Nets de Brooklyn | 9 125 000 $ |